# Ušabti
Ušabti (tudi šabti ali šavabti, staroegipčansko v množini ušabtiu) je bila pogrebna figura, ki se je uporabljala v starem Egiptu že od Srednjega kraljestva naprej kot utelešenje mrtvega.
Figurice ušabti so spadale h grobnim pridatkom, da bi služile pokojniku in zanj v posmrtnem življenju opravljale ročna dela. Figurice pogosto nosijo na rami motiko in na hrbtih košaro, kar kaže, da so bile namenjene za delo na poljih. Na njihovih nogah so bili običajno napisi v hieroglifih. Na ušabtijih, imenovanih »odgovarjalci«,  je bil napis, da so se pripravljeni odzvati na klic bogov in delati za pokojnika.
Uporaba figuric ušabti izvira iz Starega kraljestva (okoli 2600 do 2100 pr. n. št.), ko so uporabljali rezervne glave v naravni velikosti, narejene iz apnenca, ki so bile pokopane z mumijo. Večina figuric je manjših in jih je navadno zelo veliko. Včasih prekrivajo tla okoli sarkofaga. Izjemoma so večje ali narejene kot mojstrovina.
Dajanje figuric v grobnice je bilo običajno v vseh egiptovskih časovnih obdobjih in je eden najpogosteje predstavljenih eksponatov v svetovnih muzejih. Ker je bilo narejenih zelo veliko, so najbolj ohranjene starodavne egipčanske starine.

## Etimologija in uporaba izraza
Izraz ušabti se je pojavil pred 21. egipčansko dinastijo, po koncu prvega vmesnega obdobja in res samo za figurice iz 6. poglavja Knjige mrtvih. V nasprotnem primeru bi jih bilo treba natančneje opredeliti s splošnim izrazom nagrobne figurice.
Izraz ušabti je postal razširjen po 21. dinastiji in ostal v uporabi do ptolomajskega obdobja.
Obrazi kipcev ušabti so kazali pokojnikove poteze, saj naj bi bili to njegovi namestniki in naj bi se oglasili s »tu sem«, ko bi umrlega poklicali po imenu, naj gre delat. Ta naloga »odgovarjalcev« je kasneje dala tudi ime tem kipcem. Ušabtiji zasebnikov so imeli v rokah orodje, značilno zanje, kraljeve figure pa znamenja kraljevske oblasti.
Figurice ušabti iz različnih dinastij:
- Zgodnji ušabti, narejen iz voska (11. dinastija)
- Ušabti iz grobnice Amenemhata (18. dinastija)
- Ušabti faraona Ramzesa IV. (20. dinastija)
- Ušabti Nesitanebetašru, hčerke Pinedjema II. (konec 21. dinastije)
- Ušabti faraona Taharke (25. dinastija)
- Ušabti duhovnika (30. dinastija)

## Opis in uporaba
Ušabti je narejen predvsem iz zelene in modre zastekljene terakote, redkega lesa, kamna, brona ali gline. Kipec je običajno velik od 20 do 30 cm (redko do metra). Kipci ušabti so bili dani v grob, lahko pa tudi na svete kraje, s katerimi je bil povezan pokojnik ali oseba, ki je bila na tem kraju. Zlasti od konca 17. in začetka 18. dinastije so znane številne iz lesa izrezljane figure, ki imajo le kratek napis. Bile so shranjene v grobovih prijateljev in družinskih članov, tako da bi bile simbolično blizu pokojnika.  Šele v 18. dinastiji so bili kipci po pravilu v grobovih.
Napisi so pogosto iz 6. poglavja Knjige mrtvih, prevedeni kot:
»Razsvetli Ozirisa [ime pokojnika], čigar beseda je resnica. Hoj, ušabti kip! Če je Oziris [ime pokojnika] odredil, da je treba storiti vsa dela, določena v Kert-netru, umakni od njega vse, kar je v napoto − naj gre za plug na polju ali polnjenje kanalov z vodo ali prevažanje peska od vzhoda do zahoda.« Kip odgovori: »Jaz bom to naredil, resnično sem tukaj, kadar pokličeš.« 
V redkih primerih so napisi iz različnih poglavij iz Knjige mrtvih. Ušabtiji imajo pogosto imena in naslove lastnika brez navedb iz Knjige mrtvih.
Preden so bili napisani na nagrobne figurice, je bil napisan urok o tem − npr. nekateri s krste iz 12. dinastije iz Deir el Berše (okoli 1850 pred našim štetjem), danes je znan kot 472. urok iz zbirke sarkofaških besedil. 

## Zgodovina uporabe
Prvič se omenjajo v uroku 472 iz zbirke sarkofaških besedil kot pridatki mrtvim v obliki majhne figurice, od vladavine Mentuhotepa II. iz 11. dinastije.  Na splošno se razlikujejo od drugih kipcev, na njih so napisani ime pokojnika, njegov naslov in pogosto urok 472 iz zbirke sarkofaških besedil, ali od govorečih ušabtijev iz šestega poglavja Knjige mrtvih. V 18. dinastiji, med vladanjem Amenhotepa IV., so figurice popisane s prošnjo, naslovljeno na sonce,  Atona, namesto govora ušabti figure. Verjeli so, da so ušabtiji čudežno oživeli, ko so pokojniku sodili in so nato opravljali delo namesto mrtve osebe kot nadomestni delavci na poljih Ozirisa. Od Novega kraljestva dalje pa so pogosto navedeni kot služabniki.
Od 21. dinastije naprej je bilo v grobovih zelo veliko figuric. V nekaterih grobovih so pokrivale tla, v drugih so bile lepo zloženi v skrinjah. Včasih jih je bilo več sto, saj so imeli faraoni precej več služabnikov kot uslužbenci; kralj Taharka jih je imel več kot tisoč.  V nekaterih grobnicah je bil preglednik ali vodja ušabtijev z bičem, ki je bil odgovoren za skupine po deset (deset je bila skupina na primer v vojski). Pozneje so bili nadzorniki redki.
Grobnica Tutankamona je imela veliko ušabtijev. Bili so različnih velikosti in zelo okrašeni z napisi v hieroglifih. Tutankamonovi ušabtiji so bili v podskupinah; nekateri v obliki Ozirisa, prevlečeni z zlatom; nekateri so bili preprostejši, leseni ali iz gline.

## Oblika in material
Na začetku so bili ušabtiji kot mumije, v 18. dinastiji, v času vladavine Tutmozisa IV., pa so jih začeli oblikovati kot delavce s košarami, vrečami in kmetijskim orodjem. Nekateri so bili zelo lepo oblikovani in pobarvani ali obdelani s sklenino. Večinoma so bili iz gline, lesa ali kamna, zgodnji včasih iz voska. Kasnejše figurice so bile iz manj pokvarljivega materiala: kamen, terakota, kovina, steklo in najpogosteje zastekljena lončenina (egiptovska keramika). Medtem ko so bili ušabtiji, izdelani za bogataše, miniaturna umetniška dela, je bila velika večina cenejša, standardizirana in narejena s kalupom ter manj podrobna.